# Lieke Noorman
Lieke Noorman (18 november 1957) is een Nederlands journalist en schrijver.

## Biografie
Als journalist werkte Noorman voor Vrij Nederland, de Volkskrant, NRC Handelsblad, Avenue, Globe, VPRO-radio en het Radio 1 Journaal. Ze portretteerde personen uit de culturele wereld en schreef daarnaast voornamelijk reisreportages over onder meer Indonesië, Maleisië, de Verenigde Staten, Australië en Brazilië.
In 1999 verscheen haar boek ANKERPLAATS AMAZONE, met daarin acht portretten van bewoners van het Braziliaanse Amazonegebied, onder wie goudzoekers, rubbertappers, Indianen en drinkers van een hallucinerende lianenthee.
Na Ankerplaats Amazone verliet Noorman de journalistiek, maar sinds 2009 verschijnen er opnieuw artikelen, columns en radioreportages van haar hand, onder meer voor Het Spoor Terug en Villa VPRO.
Over haar ervaringen als koffiedame in een Amsterdams uitvaartcentrum schreef ze het boek TOOTJE. Het leven in een uitvaartcentrum (2012). Beschrijvingen van de gebeurtenissen achter de schermen van de uitvaartwereld wisselt ze af met herinneringen aan het leven en de zelfgekozen dood van haar zus Margot. In 2014 werkte Lieke Noorman mee aan de publicatie Ondertussen ergens anders, het boekenweekgeschenk voor de leden van de Nederlandse Openbare Bibliotheken. Samen met Redmond O'Hanlon ging ze terug in de tijd en haalde herinneringen op aan hun beider reizen in Brazilië.
In 2019 verscheen PORTUGAL! PORTUGAL! PORTUGAL! Een Tijdreis van Noord naar Zuid (2019). Een boek over goede en niet zo goede oude tijden, dat altijd weer uitkomt bij het Portugal van nu. Over fado, Fátima, stokvis, studenten, landconflicten, emigranten en over het hoofd van Salazar.
Noormans recentste boek verscheen in mei 2022. GEHANNES. Oplichters, struisvogels en optimistische sukkels: over geld en familie is een persoonlijk relaas over het gestuntel met geld, en met elkaar, binnen de familie van de schrijfster. Over een opa die het geld van anderen roekeloos liet rollen, een moeder die riep "bezit is diefstal", een vader die de visite adviezen gaf over beleggingen en over twee zusjes die romantisch zwijmelden bij het idee van een artistieke, straatarme toekomst. Bovendien gaat het over het gehannes van de schrijfster zelf, die teakbomen koopt in Brazilië en op zoek gaat naar betrouwbare financiële helpers, om te ontdekken dat het niet alles goud is wat er blinkt.